# Райстерс, Эрикс (литератор)
Эрикс Освалдс Райстерс (латыш. Ēriks Osvalds Raisters; 23 апреля 1905, Ранкская волость — 15 ноября 1967, Нью-Йорк) — латвийский поэт и журналист.
Окончил школу в Яунпиебалге (1920) и гимназию в Смилтене (1924), затем экономический факультет Латвийского университета (1932), одновременно с учёбой и после неё зарабатывал на жизнь как сотрудник почты и телеграфа, в дальнейшем также печатался в профессиональной газете «Жизнь почты и телеграфа».
В 1923 году опубликовал первое стихотворение. С 1928 года участвовал в выступлениях молодых поэтов, был замечен старшим коллегой Александром Гринсом, отмечавшим темперамент и красочность в стихах Райстерса. В ранней поэзии Райстерса преобладали городской пейзаж и юношеская любовь. Примыкал к объединению «Зелёная ворона», в 1931 году выпустил в издательстве объединения первую книгу стихов «Мен» (латыш. Men) с подзаголовком «Стихи о женственности» (латыш. Dzejoli sievietībai). В начале 1930-х гг. пробовал себя в поэтической прозе и литературной критике. Во второй половине 1930-х гг. начал делать журналистскую карьеру: в 1936—1938 гг. редактор ежедневной газеты «Утро», в 1938—1940 гг. заведовал в ней отделом экономики. В 1939 г. опубликовал вторую книгу «Плоты» (латыш. Plosti), в которую наряду с любовной лирикой и стихами о природе вошли пять поэм, отчасти посвящённых древней истории латышского народа, отчасти — современной трудовой жизни (заглавная поэма «Плоты» описывает жизнь плотовщика, сплавляющегося по Даугаве). На эту книгу одобрительным отзывом откликнулся Александр Чак, в первую очередь отметивший полнокровность выражаемых поэтом любовных переживаний.
В 1941—1944 гг. постоянный сотрудник рижских газет «Tēvija» (с латыш. — «Отечество») и «Daugavas Vanagi» (с латыш. — «Соколы Даугавы»), публиковал очерки о поэзии и стихи патриотического содержания. В 1942 году вместе с Алфредсом Квалисом объявил о начале работы над поэтической антологией, в которой были бы собраны стихи о борьбе Латвии с советской оккупацией.
В 1944 г. бежал в Германию. Преподавал в латышской школе, в 1946—1949 гг. редактировал выходившую в Аугустдорфе газету «Nedēļas Apskats» (с латыш. — «Недельное обозрение»), в 1949—1950 гг. ответственный редактор выходившей в Эслингене газеты «Латвия». Одновременно в 1946—1947 гг. заведовал информационным бюро и информационным бюллетенем Латышского центрального комитета (латыш. Latviešu Centrālā Komiteja) — координационного совета латышских беженцев в Германии. В 1950 г. в Англии вышла третья книга стихов Райстерса «Моё время» (латыш. Mans laiks).
В 1951 году переселился в США. До конца жизни работал в латышской газете «Laiks» в Нью-Йорке. В 1962—1967 гг. председатель эмигрантского Общества латышской прессы.
Посмертно изданы сборник «Когда мы были молоды» (латыш. Kad mēs jauni bijām; 1972), наряду с избранными стихами и статьями Райстерса включавший различные воспоминания о нём, и последняя книга стихов «Чувствую Ригу в сердце» (латыш. Es Rīgu sirdī jūtu; 1973, составитель вдова поэта Элвира Райстере). В 1971 году был учреждён мемориальный фонд Эрикса Райстерса, вручавший ежегодные премии за вклад в латышскую культуру.
В 1994 г. прах Райстерса был перезахоронен в Ранке.